# Plesiopontonia
Plesiopontonia is een geslacht van kreeftachtigen uit de klasse van de Malacostraca (hogere kreeftachtigen).

## Soort
- Plesiopontonia monodi Bruce, 1985